# Calletaera subexpressa
Calletaera subexpressa är en fjärilsart som beskrevs av Walker 1861. Calletaera subexpressa ingår i släktet Calletaera och familjen mätare. Inga underarter finns listade i Catalogue of Life.